# China Marines
Als China Marines wurden diejenigen United States Marines bezeichnet, die im 4. US-Marineinfanterieregiment, welches in Shanghai (China) stationiert war, zwischen 1927 und 1941 gedient hatten. Das 4. US-Marineinfanterieregiment war eingesetzt um US-amerikanische Bürger und deren Eigentum während des Chinesischen Bürgerkriegs und des Zweiten Japanisch-Chinesischen Krieges zu schützen. Die vielleicht bekanntesten dieser China Marines waren Lieutenant General Lewis B. Puller, Major General William H. Rupertus, der Autor des Rifleman’s Creed, und Clifton Cates.
Wegen der billigen Arbeitskräfte lebten die China Marines relativ komfortabel, da jeder Zug sich Chinesen leisten konnte, die viele Dinge des täglichen Lebens, wie Besorgungen oder Wäschewaschen, erledigten. 
Aufgrund der erheblichen Vergrößerung des US Marine Corps während des Zweiten Weltkrieges und der Eroberung von Corregidor durch die Japaner, wo das 4. US-Marineinfanterieregiment stationiert war, wurden die China Marines hoch angesehene Exoten im Corps.